# Chris Squire

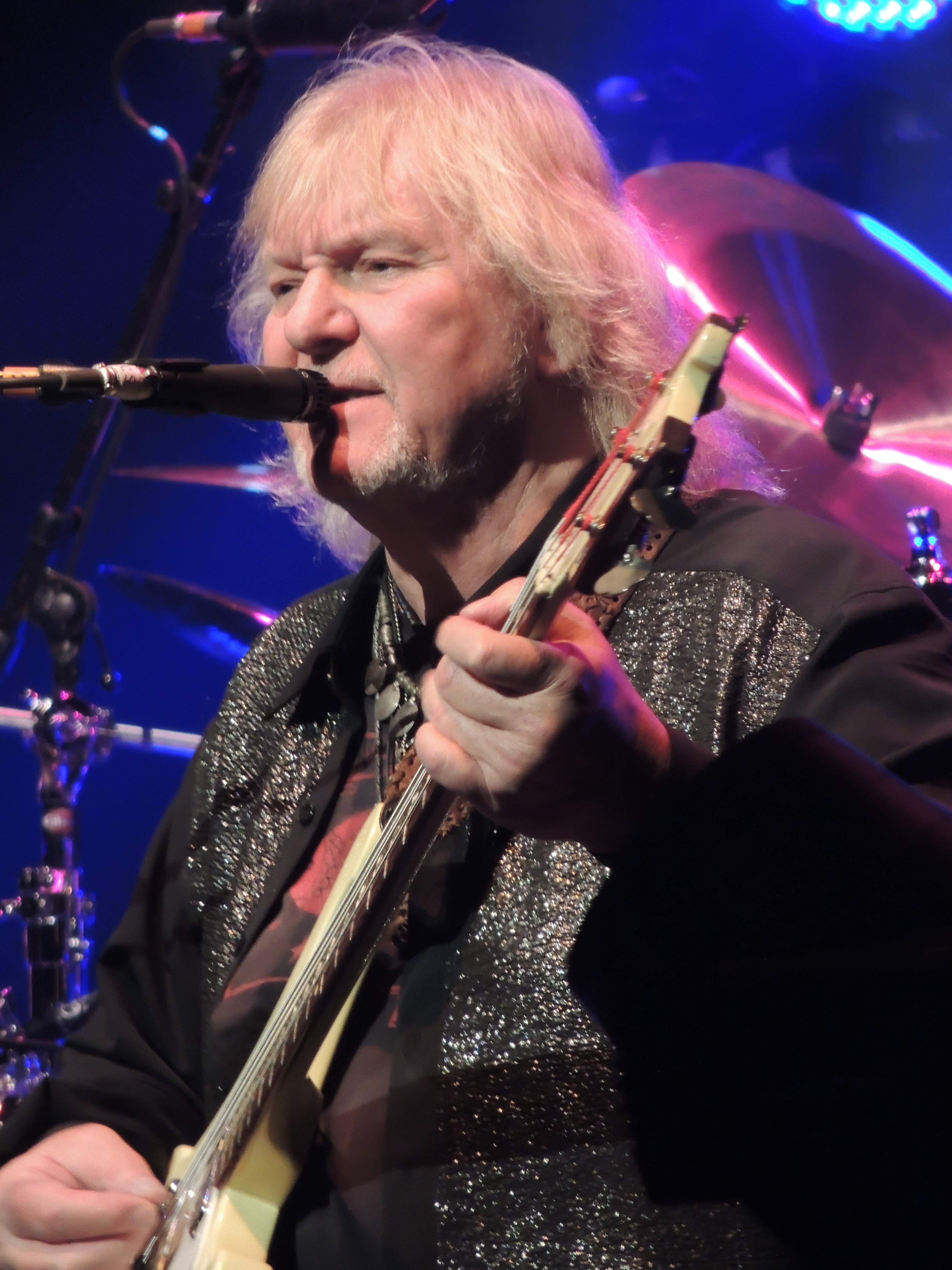
Chris Squire (2013)

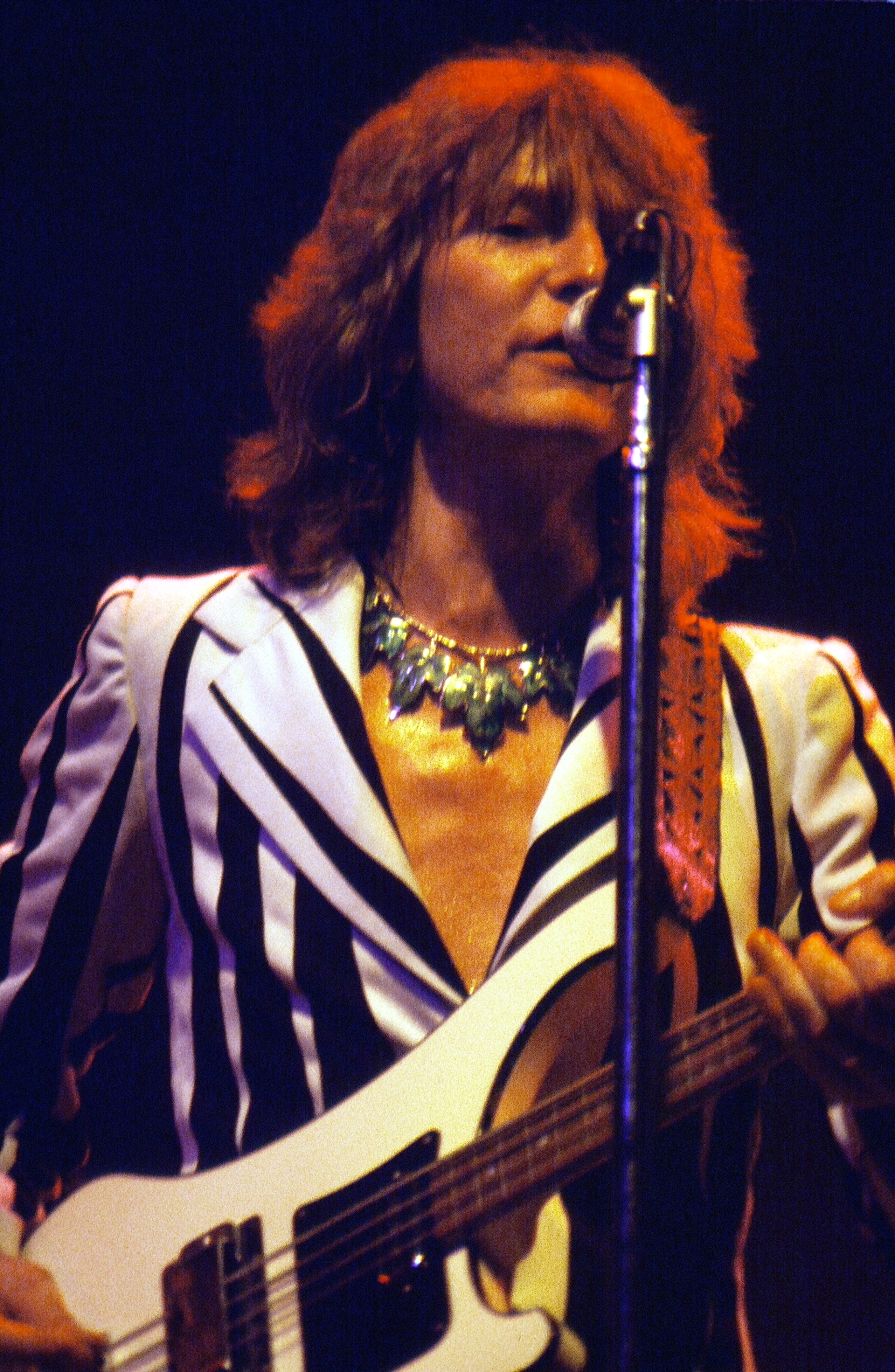
Chris Squire bei einem Yes-Konzert 1977

Christopher Russell Edward „Chris“ Squire (* 4. März 1948 in Kingsbury, London; † 27. Juni 2015 in Phoenix, Arizona) war ein britischer Rockmusiker. Einem weltweiten Publikum wurde er als Bassist der von ihm 1968 mitbegründeten Progressive-Rock-Formation Yes bekannt.

## Karriere

### Jugend (1948–1965)
Christopher „Chris“ Squire wuchs im englischen Kingsbury im Nordwesten von London auf, besuchte die Haberdashers’ Aske’s Public School in Elstree und trat bald dem Kirchenchor von St. Andrew’s in Kingsbury bei. Er sang auch in der Guildford Cathedral und in der St Paul’s Cathedral.
1964 wurde er wegen zu langer Haare der Schule verwiesen. Kurz darauf erwarb er seinen ersten Bass, einen Futurama. Im Januar 1965 trat er eine Stelle in dem Musikaliengeschäft Boosey & Hawkes im Londoner West End an. Noch im gleichen Jahr ersetzte er seinen Futurama durch einen Rickenbacker 1999 (das war die Bezeichnung des englischen Importeurs Rose Morris für den Rickenbacker 4001S, bei dem es sich um eine optisch schlichtere Version des bekannten Modells 4001 handelt) – den vierten, der in England verkauft wurde.

### Mit The Syn und Mabel Greer’s Toyshop (1965–1968)
Seine Musikerkarriere startete Squire als Mitglied zahlreicher lokaler Bands im London der 1960er Jahre. Am bekanntesten wurde die Psychedelic-Band The Syn (1966/67, mit Gunner Hakanarsson (Schlagzeug), Andrew Jackman (Keyboards), Steve Nardelli (Gesang), Chris Squire (Bass), Peter Banks (Gitarre), Chris Allen (Schlagzeug), Ray Steele (Schlagzeug)). Die Band produzierte einige recht erfolgreiche Singles, darunter die Titel 14 Hour Technicolour Dream und Created by Clive (beide 1967), größere Erfolge blieben jedoch aus.
1967 gründeten Squire und der spätere Yes-Gitarrist Banks die Band Mabel Greer’s Toyshop (Peter Banks (Gitarre), Clive Bailey (Gitarre, Gesang), Chris Squire (Bass), Bob Hagger (Schlagzeug)). Noch in diesem Jahr traf Squire im Londoner La Chasse-Club den Sänger Jon Anderson, der sich dort mit einem Nebenjob über Wasser hielt. Die beiden entdeckten, dass sie ähnliche musikalische Vorlieben hatten (The Fifth Dimension, Simon & Garfunkel) und begannen, Songs zu schreiben (darunter Sweetness, das später auf dem ersten Yes-Album Yes zu hören sein würde). Anderson trat Mabel Greer’s Toyshop bei, und die Besetzung Squire, Anderson (Gesang), Banks, Tony Kaye (Orgel) und Bill Bruford (Schlagzeug) änderte auf Vorschlag von Peter Banks ihren Namen in „Yes“.

### Eigene Projekte während der Zeit mit Yes (1968–1990), XYZ
Squire ist der einzige Yes-Musiker, der auf jedem Album der Band zu hören ist. Er hat als einziger die Band nie verlassen. Neben seinem Bassspiel ist auch sein Gesang bei vielen Yes-Stücken zu hören.
Squire war bis zu seinem Tod im Juni 2015 Mitglied der Band, die nachfolgend genannten Projekte wurde in den vielen Pausen verwirklicht, die Yes nach 1975 und vor allem nach 1984 einlegten.
1975 veröffentlichte Squire in Zusammenarbeit mit einigen anderen Yes-Musikern wie Bill Bruford oder Patrick Moraz sein einziges Soloalbum: Fish Out of Water.
Nach der Auflösung von Yes 1980 rief Squire zusammen mit dem Yes-Schlagzeuger Alan White und dem ex-Led-Zeppelin-Gitarristen Jimmy Page das kurzlebige Bandprojekt XYZ (eX-Yes-&-Zeppelin) ins Leben. Man traf sich im April 1981 in Squires Studio und probierte einige Ideen aus, doch Robert Plant, der nach einiger Zeit dazustieß, entschloss sich nach nur einer Probe, XYZ wieder zu verlassen. Seit Mitte der 1990er sind einige der XYZ-Ideen auf Alben von Yes (Mind Drive auf Keys to Ascension 2 von 1997, Can You Imagine auf Magnification) und The Firm (Fortune Hunter) sowie als Bootleg erschienen.
Squire and White nahmen danach, im Dezember 1981 die Weihnachtssingle Run With the Fox auf und formierten dann mit dem Gitarristen Trevor Rabin und dem ehemaligen Yes-Keyboarder Tony Kaye die Band Cinema, die auf Betreiben von Jon Anderson, der einige Zeit darauf dazustieß, in „Yes“ umbenannt wurde.
1987 erschien Esquire, das Debüt der gleichnamigen Pop-Rock-Band um Squires damalige Frau Nikki. Er ist als Hintergrundsänger zu hören und produzierte einige der Stücke.
Squire, der die Rechte an dem Bandnamen „Yes“ besaß, verhinderte 1989 durch einen Prozess, dass sich Jon Anderson, Bill Bruford, Rick Wakeman und Steve Howe ohne ihn „Yes“ nennen konnten. Die Band firmierte in der Folge als Anderson, Bruford, Wakeman, Howe, ging als solche auf Tournee (angekündigt aber auch als „an evening with Yes-music“) und brachte das Album Anderson Bruford Wakeman Howe heraus, bis sie sich 1990 mit den verbliebenen Yes-Mitgliedern um Squire zu der achtköpfigen Union-Besetzung zusammentat.

### Zusammenarbeit mit Billy Sherwood: Das Chris Squire Experiment und Conspiracy (1992–2003)
Im August 1992 trat Squire in Kalifornien mit einer neuen Band namens „The Chris Squire Experiment“ auf, an der auch der Yes-Schlagzeuger Alan White und das spätere Yes-Mitglied Billy Sherwood beteiligt waren. Weitere beteiligte Musiker waren Jimmy Haun, der zuvor auf dem Yes-Album Union Gitarre gespielt hatte und Steve Porcaro, Keyboards. Die Band spielte Songs von Union und neue Stücke, die in Zusammenarbeit mit Sherwood entstanden waren und später teilweise auf dem ersten Conspiracy-Album sowie auf Yes’ 1997 veröffentlichten Longplayer Open Your Eyes erschienen. Die Set-Liste für das Konzert vom 25. August 1992 in San Jose, Kalifornien lautete: Open Your Eyes (später auf dem gleichnamigen Yes-Album), The Lonesome Trail, You’re the Reason, One World Going Round, Days of Wonder und Follow Our Dreams. Bisweilen wurde auch der Yes-Klassiker Long Distance Runaround (vom Album Fragile) gespielt.
1995 arbeitete er mit Sherwood an zwei Songs für das Neoprog-Album Euphoria, den Zweitling der Sherwood-Band World Trade. In den 1990er und 2000er Jahren betrieb er zudem zusammen mit Sherwood das Melodic-Rock-Projekt Conspiracy, das zwei Alben veröffentlichte: Conspiracy (2000) und The Unknown (2003), dazu die Live-DVD Conspiracy live. Auf Conspiracy, eigentlich einer Compilation, sind verschiedene Stücke, die im Laufe der Neunziger entstanden waren, darunter auch Alternativ-Versionen von Yes-Songs (vor allem von Union und Open Your Eyes), aber auch bis dahin Unbekanntes. Erst der Nachfolger kann als geschlossenes, eigenständiges Album gelten. Conspiracy führten den Yes-Stil der 80er Jahre (90125, Big Generator (v. a. der gleichnamige Song), Union, (v. a. The More We Live – Let Go)) weiter.
Weiterhin war Chris Squire auf diversen Alben anderer Künstler als Gastmusiker zu hören.

### Wiedervereinigung von The Syn, zweites Solo-Album und Kollaborationen mit Steve Hackett (2004–2015)
Im Frühjahr 2004 reformierte Squire mit Stephen Nardelli, Martyn Adelman, Gerard Johnson und Peter Banks seine 60er-Jahre Band The Syn, verließ diese aber 2006 wieder. Er arbeitete anschließend zusammen mit Gerard Johnson (Funky Monkey, St. Etienne, ex-Peter Banks) und Paul Stacey (Oasis, The Black Crowes, ex-The Lemon Trees) an seinem zweiten Solo-Album, das in Staceys Strangeways Studio aufgenommen wurde. Ursprünglich sollte das Album im Dezember 2007 veröffentlicht werden, bis heute ist es jedoch nicht erschienen. Bei Stone Ghost Records erschien im August 2007 auch eine CD/DVD-Special-Deluxe-Edition (5.1-Mix mit Bonustracks) seines zuvor veröffentlichten Soloalbums Fish Out of Water. Die DVD enthält die Promo-Videos der Songs Hold Out Your Hand und You by My Side, ein Interview mit Squire und einen Audiokommentar Squires.
Im November 2007 erschien ein Weihnachtsalbum namens Chris Squire’s Swiss Choir, auf dem Squire mit choraler Unterstützung mehrere traditionelle britische Weihnachtschoräle in einem moderneren Rock-/Popgewand neu interpretierte. Neben den Syn-Musikern Gerard Johnson, Jeremy Stacey und Paul Stacey war auch der ehemalige Genesis-Gitarrist Steve Hackett an diesem Album beteiligt. Gemeinsam mit Hackett rief Squire im Jahre 2009 auch das gemeinsame Projekt Squackett (ein Wortspiel aus deren Nachnamen „Squire“ und „Hackett“) ins Leben. Als Squackett veröffentlichten sie im Juni 2012 das Album A Life within a Day. Zudem gab Squire auch Gastspiele auf den Steve Hackett-Soloalben Out of the Tunnel's Mouth (2009), Beyond the Shrouded Horizon (2011) und Wolflight (2015).

## Spieltechnik und Stil
Squire erzeugte seinen Bassklang durch einen mit Plektrum gespielten Rickenbacker-Bass. Er spielte meist einen Rickenbacker 4001, den er seit 1965 besaß. Es handelt sich um das vierte Modell dieses Typs, das aus den Vereinigten Staaten nach Großbritannien eingeführt wurde. Squire erreichte seinen Bass-Sound durch das so genannte Bi-Amping: Er trennte das Stereo-Signal seines Basses in zwei Teile auf. Die tieferen Frequenzen verstärkte er mit einem herkömmlichen Bass-Verstärker, die höheren jedoch mit einem Verstärker für Leadgitarren. Dadurch erreichte er einen für den E-Bass ungewöhnlichen Sound, der zwischen Gitarre und Bass angesiedelt ist. Daneben verwendete der Autodidakt Squire auch einige E-Gitarren-Effekte wie Tremolo, Phasing oder ein Wah-Wah-Pedal.
Als Einflüsse gab er Paul McCartney und John Entwistle an.
Squire wurde in den 1970er und 1980er Jahren mehrfach von der Musikfachpresse zum Bassisten des Jahres gekürt.

## Tod
Chris Squire starb am 27. Juni 2015 in Phoenix, Arizona, im Alter von 67 Jahren an Leukämie.

## Diskografie

### Solo
- 1975: Fish Out of Water (UK: Silber)[5]
- 2007: Chris Squire’s Swiss Choir

### Mit Alan White
- 1981: Run with the Fox (Single)

### Mit Conspiracy
- 2000: Conspiracy
  - Dieses Album enthält drei versteckte Tracks: Open Your Eyes (Wish I Knew), Man in the Moon & Say Goodbye. Die ersten beiden sind die Basisversionen der gleichnamigen Songs, die 1997 auf dem Yes-Album Open Your Eyes veröffentlicht wurden.
- 2003: The Unknown

### Mit The Syn
- Created by Clive, 1967 (Single)
- 14 Hour Technicolor Dream, 1967 (Single)
- Verschiedene Künstler: The Psychedelic Scene
- Verschiedene Künstler: The Freakbeat Scene
- Verschiedene Künstler: Rubble Collection 3
- Verschiedene Künstler: Nuggets II, 2001
- Original Syn, 2004/Original Syn 1965–2004, 2005
- Cathedral of Love, 2005 (Promo)
- Cathedral of Love, 2005 (Single)
- Syndestructible, 2005

### Squackett (mit Steve Hackett)
- 2012: A Life Within a Day

### Gastauftritte
- Rick Wakeman: The Six Wives of Henry VIII, 1973
- Eddie Harris: E. H. in the U. K., 1974
- Rick Wakeman: Criminal Record, 1977
- The Buggles: Adventures in Modern Recording, 1981
- Esquire: Esquire, 1987
- World Trade: World Trade, 1989
- Rock Aid Armenia: The Earthquake Album, 1990
- Verschiedene Künstler: Pop Dreams and Rock Track, 1992
- Rick Wakeman: The Classical Connection II, 1992
- World Trade: Euphoria, 1995
- Peter Banks: Can I Play You Something?, 1999
- Verschiedene Künstler: Pigs & Pyramids – An All Star Lineup Performing the Songs of Pink Floyd, 2002
- Gov’t Mule: The Deep End Volume 2, 2002

### Kompilationen
- Verschiedene Künstler: Affirmative: The Yes Solo Family Album, 1993
- Rick Wakeman: Voyage – The Very Best of Rick Wakeman, 1996
- Eddie Harris: In the U. K./Is It In, 1999
- Rick Wakeman: Recollections – The Very Best of Rick Wakeman (1973–1979), 2000
- Gov’t Mule: The Deep End Volume 1 & Volume 2, 2002
- Produced by Trevor Horn, 2004
- Verschiedene Künstler: Back Against the Wall, 2005
- The Syn/White/Steve Howe: The More Drama Tour Special Limited Edition CD, 2005

### Cover
- Brenda Carol & ClaireVoyance: Live at HotHouse Cafe, 2005?